# Facile (azienda)
Facile è una società tecnologica italiana che opera come sito di comparazione, promozione e intermediazione di assicurazioni, prodotti finanziari, tariffe per energia elettrica, gas, fibra e noleggio auto a lungo termine. L'azienda è stata fondata nel 2008 e conta circa 1000 dipendenti.

## Storia
Facile nasce in Italia nel 2008 con il nome di Assicurazione.it e opera, con l'omologo sito Internet, nella comparazione di assicurazioni Rc Auto e Moto.
Nel 2011 cambia nome in Facile e amplia la sua attività includendo anche la comparazione di prodotti finanziari e tariffe per la casa. Nello stesso anno H14, il fondo d'investimento di proprietà della famiglia Berlusconi, investe nella società.
Nel 2014 Oakley Capital acquisisce Facile e Mauro Giacobbe diventa amministratore delegato sostituendo Alberto Genovese.
Nel 2017 la società apre la sua rete di negozi fisici.
Nel 2018 EQT, società svedese di private equity, acquisisce la quota di maggioranza di Facile.
Nel 2020 apre un nuovo call center a Cagliari, in Sardegna.
Nel 2021 entra nel settore automotive acquisendo Miacar.it, piattaforma per la vendita e il leasing di auto. La società raggiunge inoltre i 500 dipendenti tra le sedi di Milano e Cagliari.
Nel marzo 2024 Facile.it ha acquisito il "Gruppo Finital", società italiana di intermediazione assicurativa fondata nel 1958.
Nel 2025 Facile.it ha acquistato il Gruppo Italfinance, società di mediazione creditizia corporate.

## Attività
Facile.it offre servizi di comparazione per diverse categorie merceologiche, tra cui assicurazioni (r.c. auto, vita, viaggi, r.c. professionale), prodotti finanziari (prestiti, mutui, conti correnti e carte di credito), tariffe per la casa (internet, energia elettrica, gas, telefonia mobile) e automotive (noleggio auto a lungo termine).